# セロトニン症候群
セロトニン症候群（セロトニンしょうこうぐん）とは、抗うつ薬類を服用中に脳内セロトニン濃度が過剰になることによって起きる副作用である。

## 症状
症状は3つの主要な神経系に影響を与える。
自律神経症状
体温の上昇、異常発汗、緊張、高血圧、心拍数の増加、吐き気、下痢
神経・筋肉症状
ミオクローヌス、筋強剛、振戦、反射亢進、緊張と緩和の繰り返し（あご、歯をがちがちさせる、など）
精神症状
混乱、興奮、錯乱、頭痛、昏睡
セロトニン症候群は通常、セロトニン作動系の薬品との相互作用によって発生する。
例として、
- モノアミン酸化酵素阻害剤とSSRI
- デキストロメトルファンとSSRIの組み合わせ
- SSRIの過量摂取
- SSRI/SNRIとトリプタン系薬剤（片頭痛治療薬）の併用
- セント・ジョーンズ・ワートの過量摂取[1]

などによって発生する。高齢者は特に注意を要する。

## 診断
診断は血液検査や画像診断によらず、身体所見と問診が主となる。Hunterのクライテリアが感度・特異度に優れておりしばしば用いられる。
また、悪性症候群 (NMS) との識別が重要である。セロトニン症候群はNMS発現の約9日に比べ、24時間以内と比較的速やかに発現する。
身体所見による判断時の特徴は、ミオクローヌスの有無である。セロトニン症候群ではミオクローヌスが高頻度で起こるが、NMSでは起こりにくい。

## 治療
- 原因薬剤の特定、ならびに投与中止。
- セロトニン拮抗薬であるシプロヘプタジン（ペリアクチン®）やβ遮断薬のプロプラノロール（インデラル®）を投与。
- その他の対症療法として、ミオクローヌスには抗てんかん薬のクロナゼパム（リボトリール®ランドセン®）を、強い興奮があれば鎮静作用と抗痙攣作用の強いフルニトラゼパムの静脈注射を代わりにしても有効である。